# Danny Tenaglia
Danny Tenaglia (né le 7 mars 1961 à New York) est un DJ et producteur de musique électronique résident à New York.
En avril 2012, il annonce sur facebook qu'il suspend sa carrière de DJ pour une durée indéfinie.